# José Torné Jiménez
José Torné Jiménez (7 de julio de 1893, Sanlúcar de Barrameda, Cádiz, España - 8 de agosto de 1965, Santander, España) fue diseñador, escultor, pintor y decorador español.

## Trayectoria
Torné Jiménez nació en la calle Santo Domingo, n.º 58 de Sanlúcar de Barrameda, en Cádiz, España.
Estudió en el Colegio de Padres Escolapios de Sanlúcar. Cursó estudios artísticos en la Escuela de Bellas Artes de San Fernando de Madrid. Salió de Sanlúcar en el año 1911 hacia Sevilla, regresó en 1915, volvió a salir en 1917 hasta 1920. En 1939 regresó a Sevilla hasta 1943, después residió en Santander.
Trabajó como diseñador, escultor, pintor, decorador en escayola y cerámica, en La Cartuja de Sevilla, Pickman S.A., Ibero-Tanagra de Santander, en Santander tuvo un taller de escultura y decoración, desde 1946 hasta 1965.
En 1915 fue invitado por el director de la Academia de Bellas Artes de Cádiz a participar en una exposición. 
Fueron sus amigos Alfredo López Arrieu, Felipe Angulo, Juan Parodí, Juan Lafita y Díaz (realizó un retrato a lápiz de J. Torné), Muñoz Toval (realizó un retrato al óleo sobre tabla de J. Torné), Manuel Villalobos, pintor, Manuel Barrios Masero, poeta (Premio Sánchez Bedoya de la Real Academia Sevillana de Buenas Letras (Sanlúcar).
Trabajó con los arquitectos: Luis Sabat, Javier Riancho, José Lago, Francisco Cabrero Torres Quevedo, Gutiérrez Soto.
Falleció a los 72 años el 8 de agosto de 1965 en Santander, donde fue enterrado en el cementerio de Ciriego de Santander.

## Obras
La mayoría de sus obras son esculturas, realizando también una amplia serie óleos sobre lienzo un sobre madera. También fue escritor con numerosos manuscritos.

### Esculturas
Entre sus esculturas se cuentan la de San José de Calasanz (expuesta en el escaparate de Martínez y Compañía, calle Ancha de Sanlúcar de Barrameda. Estuvo en la iglesia de San Francisco de los Escolapios de Sanlúcar, aunque se trasladaron a Jerez de la Frontera, es posible que aún esté en Sanlúcar de Barrameda), el Mapa de Cantabria (situado en Santander, en la plaza de las Brisas), Nerón y el busto de Antonio Sánchez de la Piedra (expuesta en el escaparate de Martínez y Compañía, calle Ancha de Sanlúcar de Barrameda).
Todas sus esculturas están ubicadas en:
- Iglesia de San Francisco de Sanlúcar.
- Colegio de los Padres Escolapios.
- Decoración en escayola en la Delegación de Hacienda de Santander.
- Hotel Bahía, Santander.
- Preventorio de San Martín.
- Palacio Episcopal.
- Sala Capitular de la Catedral.
- Mapa a escala en relieve de la antigua provincia de Santander, hoy Cantabria, situado en la Plaza de las Brisas del Sardinero. Fue rehabilitado a su muerte en 1965.
- Banco Pastor, La Coruña.

### Escritos
- Aline.
- La roca negra.
- Pacita.
- Zarito.
- El viejo puerto.
- El castillo sin luz.
- Oro.
- Castas.
- Brisas de verano. Novela corta. Prólogo de Lope Piñar Martínez. Dedicada a Alfredo López Arrieu. (Manuscrito)
- Hecatombe.
- Pensamientos.
- Impresiones.
- Una víctima más. Cuento. A la memoria de Felipe Angulo. 17 de septiembre de 1918, Sanlúcar. (Manuscrito)
- Sombras del alma. Cuento. 16 de septiembre de 1918, Sanlúcar. (Manuscrito)
- El beso de la sombra. Impresiones y recuerdos de Sevilla. Cuento. Dedicado al pintor Manuel Villalobos y su esposa la poetisa Amantina Cobos. Septiembre de 1914, Sanlúcar. (Manuscrito)
- La defensa. Cuento. (Manuscrito)
- Por Eguilaz. Deber de todos. 1 de enero de 1915, Sanlúcar. A Sanlúcar en general y a sus autoridades en particular.
- Al pastel. El arte, el amor y la doméstica. (Manuscrito)
- La rueda de la fortuna, agosto de 1910, Sanlúcar
- El 251.

#### Trabajos publicados
- A Blanca Azucena (soneto).
- ¿Y quién se casa? (artículo).
- Adiós (artículo).
- La salida del tren (artículo).
- Impresiones del tren (artículo).
- El hombre extravagante (artículo).
- En la Caridad (artículo).
- Por Equilaz (artículo).

- Datos: Q2837594
- Multimedia: José Torné Jiménez / Q2837594